# Schernberg (Thüringen)
Der Schernberg, mitunter auch als Der Schern bezeichnet, ist eine 291,7 m ü. NHN hohe Erhebung auf dem Gebiet der Stadt Bleicherode und der Gemeinde Werther im thüringischen Landkreis Nordhausen (Deutschland).

## Geographische Lage
Der Schernberg liegt im südlichen Vorland des Harzes, dem Nordthüringer Hügelland. Die A 38 durchschneidet das Gelände in Nord-Süd-Ausrichtung, die L 3080 (ehemalige Bundesstraße 80) überquert den Berg in Ost-West-Richtung. Er erhebt sich gut 3 km südlich von Großwechsungen und knapp 1 km südwestlich des Weilers Schern, beide gehören der Einheitsgemeinde Werther an, sowie 2,9 km nordöstlich des historischen Wipperdorfer Ortsteils Pustleben, 1,7 km nördlich von Mörbach, 3,4 km nordwestlich von Wollersleben und gut 4,2 km nordwestlich des Bahnhofs und Umspannwerks von Wolkramshausen, alle liegen in der Stadt und Landgemeinde Bleicherode. Wie sein östlicher Nachbar, der knapp 300 m ü. NHN hohe Butterberg, bildet er die natürliche Wasserscheide zwischen den Einzugsgebieten der Helme im Norden und der Wipper im Süden. Es entspringen am Nordhang der Röstegraben mit seinen Nebenbächen und im Süden bzw. Südwesten der Rodengraben. Über den Schernberg verläuft unter anderem eine Hochspannungsleitung zwischen den Umspannwerken Wolkramshausen und Neuhof. Auf dem westlichen Ausläufer des Berges liegt das Scherndenkmal, ein Gedenkstein zu Ehren des ehemaligen Landrats des Landkreises Grafschaft Hohenstein, Philipp Schaeper. Weitere erwähnenswerte Erhebungen in unmittelbarer Nachbarschaft sind im Norden der Riethberg 238,9 m ü. NHN, im Nordosten der Rangenberg 252,2 m ü. NHN, im Südosten der Siechenberg 267,5 m ü. NHN, im Westen der Hinterste Berg 289,2 m ü. NHN und im Nordwesten der Strutberg 278,2 m ü. NHN.

## Berghöhe
Die offizielle Höhe des Schernberges beträgt 291,7 m ü. NHN. Unweit westlicher der höchsten Stelle ist auf topographischen Karten ein trigonometrischer Punkt (TP)  verzeichnet.